# Erik Lincar
Erik Augustin Lincar (* 16. Oktober 1978 in Oradea) ist ein ehemaliger rumänischer Fußballspieler und derzeitiger -trainer. Er bestritt insgesamt 159 Spiele in der rumänischen Divizia A, der griechischen Super League und der russischen Premjer-Liga. Als Nationalspieler nahm er an der Fußball-Europameisterschaft 2000 teil.

## Karriere

### Verein
Nach seiner Jugendzeit in Frankreich bei Girondins Bordeaux wechselte Lincar im Jahr 1997 zum rumänischen Rekordmeister Steaua Bukarest. Bereits in seiner ersten Spielzeit kam er in der Hälfte der Begegnungen zum Einsatz und gewann mit der Meisterschaft 1998 seinen ersten Titel. Ein Jahr später folgte der erste Titel im rumänischen Pokal. In der Saison 2000/01 konnte er mit seiner Mannschaft abermals die Meisterschaft gewinnen.
Nach fünf Jahren verließ Lincar im Sommer 2002 Steaua und wechselte zu Panathinaikos Athen nach Griechenland. Dort kam er nur unregelmäßig zum Einsatz und hatte damit nur geringen Anteil an der Vizemeisterschaft. Nach einem Jahr ging er zum Ligakonkurrenten Akratitos Ano Liosia, ehe er im Jahr 2004 zu Amkar Perm in die russische Premjer-Liga wechselte. Nach Startschwierigkeiten kam er in der Saison 2005 häufiger zum Zuge. Am Saisonende erreichte der mit seinem Team den Klassenerhalt. Nachdem er zu Beginn der Spielzeit 2006 nicht mehr berücksichtigt worden war, kehrte er im Sommer 2006 nach Rumänien zurück, wo ihn der FC Național Bukarest unter Vertrag nahm. Sein neuer Verein musste überraschend aus der Liga 1 absteigen. Lincar schloss sich daraufhin dem ambitionierten Zweitligisten CS Concordia Chiajna an, ein Jahr später wechselte zu Prefabricate Modelu. Der Klub zog sich jedoch vor Saisonbeginn zurück und er beendete seine aktive Karriere.

### Nationalmannschaft
Lincar bestritt fünf Spiele für die rumänische Nationalmannschaft. Er debütierte am 28. April 1999 im Freundschaftsspiel gegen Belgien, als er in der 62. Minute für Constantin Gâlcă eingewechselt wurde. Ein Jahr später kehrte er im Vorfeld der Europameisterschaft 2000 in Belgien und den Niederlanden in den Kreis der Nationalmannschaft zurück. Nationaltrainer Emerich Jenei berief ihn nach zwei weiteren Länderspielen in sein Aufgebot, setzte ihn während des Turniers aber nicht ein.
Seine letzten beiden Länderspiele bestritt Lincar im Dezember 2000 gegen Algerien.

### Trainer
Nach dem Ende seiner aktiven Laufbahn arbeitete Lincar als Fußballtrainer. In der Saison 2010/11 betreute er Callatis Mangalia in der Liga III und schaffte mit dem Klub den Aufstieg. Anschließend wurde er neuer Cheftrainer beim FC Hunedoara in der Liga III, wurde jedoch schon im September 2011 wieder entlassen.

## Erfolge
- EM-Teilnehmer: 2000
- Rumänischer Meister: 1998, 2001
- Rumänischer Pokalsieger: 1999